# Claiborne Pell Newport Bridge

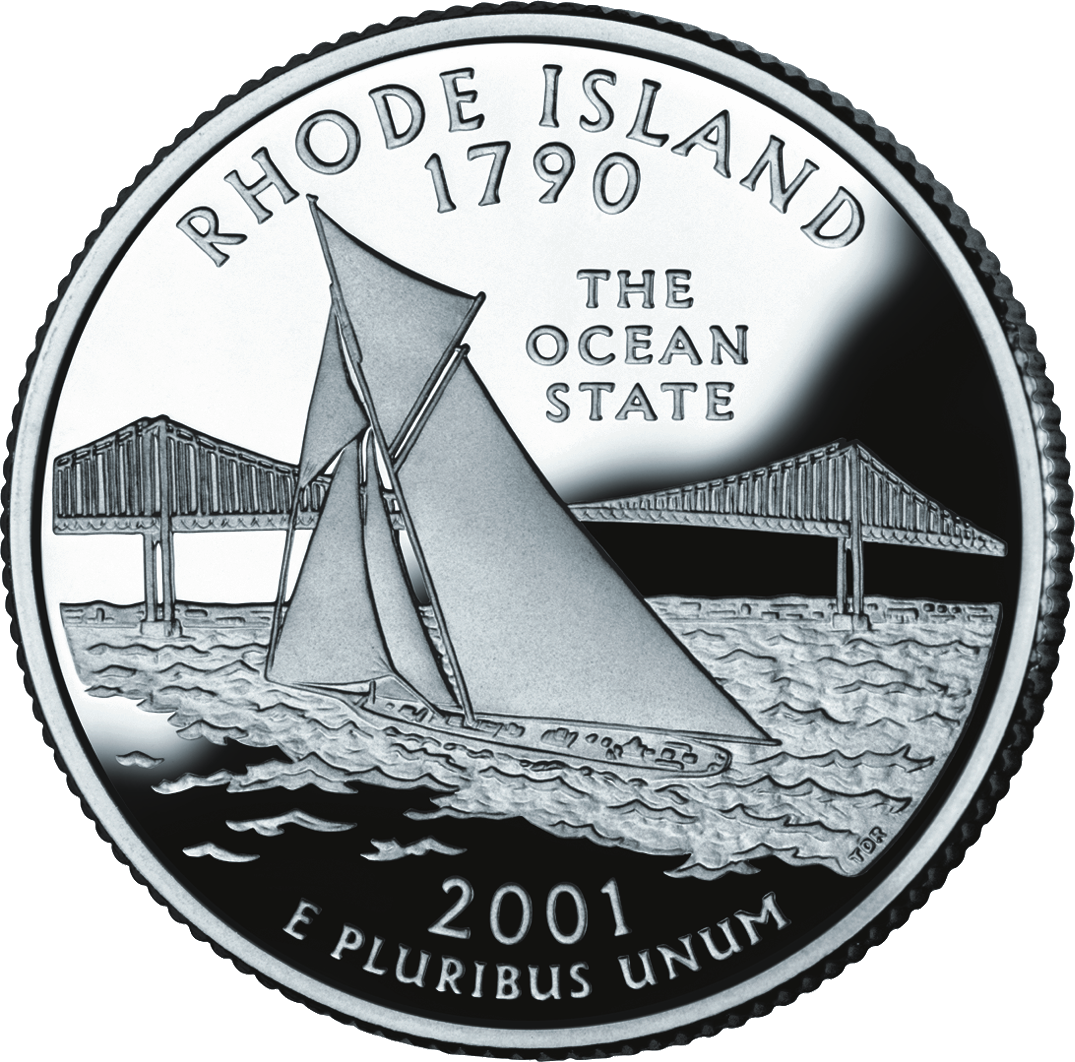
Die Brücke wird auf der 25-Cent-Münze des Bundesstaates repräsentiert.

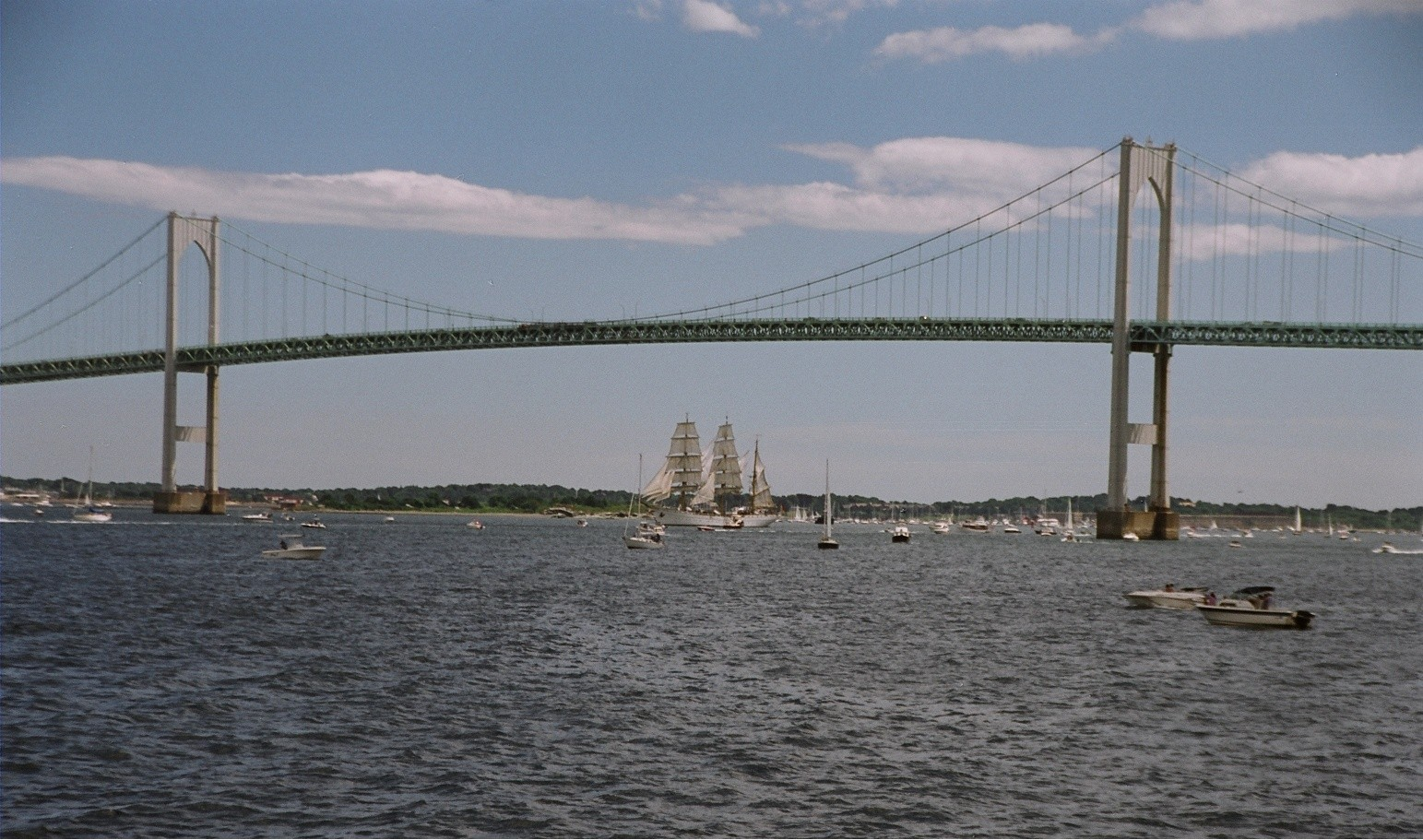
Ein Schiff fährt unter der Brücke durch.

Die Claiborne Pell Bridge, allgemein bekannt als Newport Bridge ist eine Hängebrücke, die von der Rhode Island Turnpike and Bridge Authority unterhalten wird und die East Passage der Narragansett Bay in Rhode Island in den nordöstlichen Vereinigten Staaten überspannt. Sie verbindet die Stadt Newport auf Aquidneck Island mit dem Ort Jamestown auf Conanicut Island. Die Brücke hat vier Fahrstreifen (zwei in jede Richtung) und ist Teil der Rhode Island State Route 138. Sie ist eine mautpflichtige Brücke, deren Maut 4 $ für Autos beträgt (Stand: 2019). Die Brücke ist die einzige Mautstraße in Rhode Island.
Die Hauptspannweite der Newport Bridge beträgt 488 m. Damit ist sie auf Platz 70 der längsten Hängebrücken in der Welt und auf Platz 1 der längsten Hängebrücken in Neuengland. Die Gesamtlänge beträgt 3.428 m. Ihr Hauptpfeiler reicht 122 m über die Wasseroberfläche und die Straßenhöhe erreicht 66 m.
Die Brücke wurde von 1966 bis 1969 von der Parsons Brinckerhoff Company gebaut und kostete 54.742.000 $.
Die Brücke wurde nach dem US-Senator Claiborne Pell 1992 umbenannt, sie ist aber immer noch als Newport Bridge unter Bewohnern und Historikern bekannt. Die Brücke ist auf den State Quarters von Rhode Island abgebildet.
Fahrräder sind auf dieser Brücke nicht erlaubt, aber die Buslinie 64 der Rhode Island Public Transit Authority hat Fahrradständer für den Verkehr an Wochen- und Samstagen.